# Limba samoană
Limba samoană (autonim Gagana faʻa Sāmoa sau Gagana Sāmoa AFI: [ŋaˈŋana ˈsaːmʊa]) este o limbă polineziană vorbită în Insulele Samoa. Are statut de limbă oficială în Samoa de Vest și Samoa americană împreună cu engleza, unde are 246.000 de vorbitori, numărul total ridicându-se la 370.000. O particularitate a limbii samoane o reprezintă diferențele fonetice dintre registru formal și cel informal.

## Distribuție geografică
Doar jumătate din vorbitorii limbii samoane trăiesc in Samoa, cealaltă fiind împrăștiată în țări ca Noua Zeelandă, Australia și Statele Unite ale Americii. Etnicii samoani constituie al patrulea grup etnic din Noua Zeelandă după urmașii coloniștiilor englezi, maori și chinezi, numărul de vorbitori a limbii samoane în Noua Zeelandă conform recensământului din 2006 fiind de 95.428, iar în Australia de 38.525. Recensământul american din 2010 a arătat un număr de vorbitori ai acestei limbi de 180.000.